# Политическая ситуация
Политическая ситуация (др.-греч. πολιτική — «государственная деятельность», лат. Situs — «положение») — совокупность конкретных обстоятельств в политической жизни общества в определённый период времени, политического развития, составляет живую, динамичную картину социально-политического бытия.
Политическая ситуация всегда конкретна для субъектов и объектов политической деятельности. Она определяется расстановкой и взаимодействием политических сил, их деятельностью, мотивами, характером их движения, системой распределения и перераспределения ресурсов и ценностей, уровнем влияния или уровнем сопротивления. Как неотъемлемая составляющая политического процесса, политическая ситуация состоит из взаимодействия различных политических субъектов, рациональной и нерациональной деятельности, институализированных и
неинституализованных действий, независимо от воли её участников. Преимущественно, она имеет неоднозначный и противоречивый характер.
Различают следующие типы и виды политических ситуаций:
- нестандартные;
- неопределенные;
- неоднозначные;
- напряженные;
- взрывоопасные;
- критические;
- неуправляемые;
- панические;
- кризисные;
- конфликтные;
- экстремальные;
- проблемные;
- выбора;
- риска;
- стабильные политические (устойчивые и неустойчивые);
- и тому подобное.

Определение характера и типа политической ситуации является необходимым элементом принятие политического решения, выработки стратегии и тактики, важной составляющей политической деятельности и политического
прогнозирования.
Анализ любой какой-либо политической ситуации, как правило, предусматривает учёт таких главных параметров:
- демографическая структура;
- социальная структура;
- главные социально-психологические группы;
- организованность и институализованисть групп;
- система главных групповых интересов;
- доминирующие групповые и общественные мысли;
- главные источники и каналы распространения информации;
- отношение населения к власти, уровень поддержки её политического курса;
- степень удовлетворённости и неудовлетворённости различных групп населения имеющейся политической ситуацией вообще и её отдельными параметрами, в частности, имеющимися представлениями о возможных и надлежащих решениях, способных решить проблему;
- ресурсное обеспечение оппонентов (оппозиции).

Необходимыми условиями адекватной оценки политической ситуации является её всесторонний социально-
политический и экономический анализ, знание традиций данного региона, владение многочисленными
методологическими подходами и наличие высокой методологической культуры исследователя.
Что касается практически-политического овладения определенной ситуацией, то искусство политического руководства заключается прежде всего в том, чтобы контролировать её в процессе развития.
Это означает, что политический субъект должен влиять на другие политические субъекты и политические силы таким образом, чтобы не допустить кризисных явлений и экстремистских действий, направить ту или иную политическую ситуацию в нужном направлении.